# Cornish (Maine)
Cornish es un pueblo ubicado en el condado de York en el estado estadounidense de Maine. En el Censo de 2010 tenía una población de 1.403 habitantes y una densidad poblacional de 24,21 personas por km².

## Geografía
Cornish se encuentra ubicado en las coordenadas 43°46′2″N 70°48′32″O / 43.76722, -70.80889. Según la Oficina del Censo de los Estados Unidos, Cornish tiene una superficie total de 57.94 km², de la cual 57.44 km² corresponden a tierra firme y (0.88%) 0.51 km² es agua.

## Demografía
Según el censo de 2010, había 1.403 personas residiendo en Cornish. La densidad de población era de 24,21 hab./km². De los 1.403 habitantes, Cornish estaba compuesto por el 98.43% blancos, el 0.43% eran afroamericanos, el 0.29% eran amerindios, el 0.07% eran asiáticos, el 0% eran isleños del Pacífico, el 0.5% eran de otras razas y el 0.29% pertenecían a dos o más razas. Del total de la población el 1.14% eran hispanos o latinos de cualquier raza.